# Lisa Ann Karčić
Lisa Ann Karčić (11 de novembro de 1986) é uma basquetebolista profissional estadunidense naturalizada croata.

## Carreira
Lisa Ann Karčić integrou a Seleção Croata de Basquetebol Feminino, em Londres 2012, que terminou na décima colocação.